# أحمد بن حنبل
أبو عبد الله أحمد بن محمد بن حنبل الذهلي الشيباني (164هـ - 241هـ / 780 - 855م) فقيه ومحدِّث مسلم، ورابع الأئمة الأربعة عند أهل السنة والجماعة، وصاحب المذهب الحنبلي في الفقه الإسلامي. اشتُهر بعلمه الغزير وحفظه القوي، وكان معروفاً بالأخلاق الحسنة كالصبر والتواضع والتسامح، وقد أثنى عليه كثير من العلماء منهم الإمام الشافعي بقوله: «خرجتُ من بغداد وما خلَّفتُ بها أحداً أورع ولا أتقى ولا أفقه من أحمد بن حنبل». ويُعدُّ كتابه «المسند» من أشهر كتب الحديث وأوسعها.
وُلد أحمد بن حنبل سنة 164هـ في بغداد ونشأ فيها يتيماً، وقد كانت بغداد في ذلك العصر حاضرة العالم الإسلامي، تزخر بأنواع المعارف والفنون المختلفة، وكانت أسرة أحمد بن حنبل توجهه إلى طلب العلم، وفي سنة 179هـ بدأ ابن حنبل يتَّجه إلى الحديث النبوي، فبدأ يطلبه في بغداد عند شيخه هُشَيم بن بشير الواسطي حتى توفي سنة 183هـ، فظل في بغداد يطلب الحديث حتى سنة 186هـ، ثم بدأ برحلاته في طلب الحديث، فرحل إلى العراق والحجاز وتهامة واليمن، وأخذ عن كثير من العلماء والمحدثين، وعندما بلغ أربعين عاماً في سنة 204هـ جلس للتحديث والإفتاء في بغداد، وكان الناس يجتمعون على درسه حتى يبلغ عددهم قرابة خمسة آلاف.
اشتُهر ابن حنبل بصبره على المحنة التي وقعت به والتي عُرفت باسم «فتنة خلق القرآن»، وهي فتنة وقعت في العصر العباسي في عهد الخليفة المأمون، ثم المعتصم والواثق من بعده، إذ اعتقد هؤلاء الخلفاء أن القرآن مخلوق محدَث، وهو رأي المعتزلة، ولكن ابن حنبل وغيره من العلماء خالفوا ذلك، فحُبس ابن حنبل وعُذب، ثم أُخرج من السجن وعاد إلى التحديث والتدريس، وفي عهد الواثق مُنع من الاجتماع بالناس، فلما تولى المتوكل الحكمَ أنهى تلك الفتنة إنهاءً كاملاً. وفي شهر ربيع الأول سنة 241هـ، مرض أحمد بن حنبل ثم مات، وكان عمره سبعاً وسبعين سنة.

## نسبه وأسرته
- هو: «أبو عبد الله أحمد بن محمد بن حنبل بن هلال بن أسد بن إدريس بن عبد الله[4] بن حيان بن عبد الله بن أنس بن عوف بن قاسط بن مازن بن ذهل بن شيبان بن ثعلبة بن عكابة بن صعب بن علي بن بكر بن وائل بن قاسط بن هنب بن أفصى بن دعمي بن جديلة بن أسد بن ربيعة بن نزار بن معد بن عدنان».[5][6] فهو من ولد شيبان بن ذهل بن ثعلبة، وليس من ولد شيبان بن ثعلبة كما تصور بعض الروايات.[7] فإذا قيل الشيباني لم يفد المطلق من هذا إلا ولد شيبان بن ثعلبة، وإذا قيل الذهلي لم يفد مطلق هذا إلا ولد ذهل بن ثعلبة فينبغي أن يقال أحمد بن حنبل الذهلي على الإطلاق لأنه من ولد ذهل بن ثعلبة.[8][9][10] وقد نسبه البخاري إليهما معا فقال: الشيباني الذهلي.[11]
- أمه: «صفية بنت ميمونة بنت عبد الملك بن سوادة بن هند الشيبانية»، كان جدها عبد الملك بن سوادة من وجوه بني شيبان، وكانت قبائل العرب تنزل عليه فيضيفهم.[12][13]

إن أحمد بن حنبل من أهل العراق، عربي النسب، فهو ذهلي في نسبه لأبيه وشيباني في نسبه لأمه، وشيبان وذهل أخوان من بني بكر بن وائل إحدى قبائل ربيعة العدنانية التي تلتقي مع النبي محمد في نزار بن معد بن عدنان، وقد وُصفت هذه القبيلة بأن فيها همة وإباء وحمية، وكان منها المثنى بن حارثة الشيباني قائد الجيوش الإسلامية الغازية لدولة الفرس بالعراق، في عهد أبي بكر الصديق، كما اشتهرت بالهمة والصبر وحسن البلاء في الجاهلية والإسلام، حتى كانت أبرز القبائل الربعية وفخرها، ولقد قيل: «إذا كنت في ربيعة، فكاثر بشيبان وفاخر بشيبان وحارب بشيبان»، فشيبان في الجاهلية والإسلام أكثر القبائل الربعية عدداً، وأعزها نفراً، وأعظمها أثراً. وكانت منازلهم بالبصرة وباديتها، وقد كانت في الجاهلية قريبة المقام من العراق، فلما بنى عمر بن الخطاب البصرة مطلة على الصحراء لينزل بها العرب نزلوا بها فسكنوها وسكنوا في باديتها، وكانت أسرة أحمد بن حنبل وأسرة أمه تنزل بتلك المدينة وبيدائها.
ولأن أصل أسرة أحمد بن حنبل من البصرة فقد عُرف بأنه «البصري»، وُيروى أن أحمد بن حنبل كان إذا جاء البصرة صلى في مسجد مازن، وهم من بني شيبان، فقيل له في ذلك فقال: «إنه مسجد آبائي». ولكن مقام أسرة أحمد بن حنبل لم يستمر بالبصرة، بل إن جده حنبل بن هلال انتقل إلى خراسان، وكان والياً على سرخس في العهد الأموي، ولما لاحت الدعوة العباسية في الأفق عاون دعاتها وانضم إلى صفوفهم حتى أوذي في هذا السبيل. أما أبو أحمد فهو محمد بن حنبل، وقد كان جندياً، وقيل إنه كان قائداً، فقد روي عن الأصمعي أنه قال: «أبو عبد الله أحمد بن حنبل من ذهل، وكان أبوه قائداً»، وذهل هو ذهل بن ثعلبة بن عكابة، وقال ابن الجزري: «كان أبوه في زي الغزاة».
ويظهر أن أسرته كانت بعد انتقالها إلى بغداد تعمل للدولة العباسية، ولم ينقطع اتصالها بها وإن لم يكن منها ولاة، إذ يُروى أن عم أحمد بن حنبل كان يرسل إلى بعض الولاة بأحوال بغداد ليُعلمَ بها الخليفة إذا كان غائباً عنها، أما أحمد بن حنبل فقد كان يتورع عن المشاركة في ذلك منذ صباه، فقد رُوي أن الوالي داود بن بسطام قال: أبطأتْ علي أخبار بغداد، فوجهت إلى عم أبي عبد الله بن حنبل: «لم تصل إلينا الأخبار اليوم»، وكنت أريد أن أحررها وأوصلها إلى الخليفة، فقال لي: «قد بعثت بها مع أحمد ابن أخي»، قال: فبعث عمُّه، فأحضر أبا عبد الله وهو غلام، فقال: «أليس بعثتُ معك الأخبار»، قال: «نعم»، قال: «فلأي شيء لم توصلها؟»، قال: «أنا كنت أرفع تلك الأخبار! رميتُ بها في الماء»، فجعل ابن بسطام يسترجع ويقول: «هذا غلام يتورع، فكيف نحن؟».

## مولده ونشأته

### مولده
وُلد أحمد بن حنبل في شهر ربيع الأول من سنة 164 هـ، وهذا هو المشهور المعروف، وقد ذكر ذلك ابنه صالح وابنه عبد الله، قال عبد الله: «سمعت أبي يقول: ولدت في شهر ربيع الأول سنة أربع وستين ومئة»، ولم يختلف الرواة في زمن ولادته كما اختلفوا في زمن ولادة الإمامين أبي حنيفة ومالك، وذلك لأنه قد ذكر هو تاريخ هذه الولادة وكان على علم به.
أما موطن ميلاده فقد اختلف فيه المؤرخون، فقيل إنه وُلد بمرو في خراسان، «تقع في تركمانستان حاليا» حيث كان يعمل أبوه وجده من قبل، وقيل إنه وُلد ببغداد بعد أن جاءت أمه حاملاً به من مدينة مرو التي كان بها أبوه، وهذا الأخير هو القول الراجح عند جمهرة المؤرخين، فقد روي عن عبد الله بن أحمد بن حنبل أنه قال: سمعت أبي يقول: «قدمت بي أمي حاملاً من خراسان، وولدت سنة أربع وستين ومئة».

### نشأته

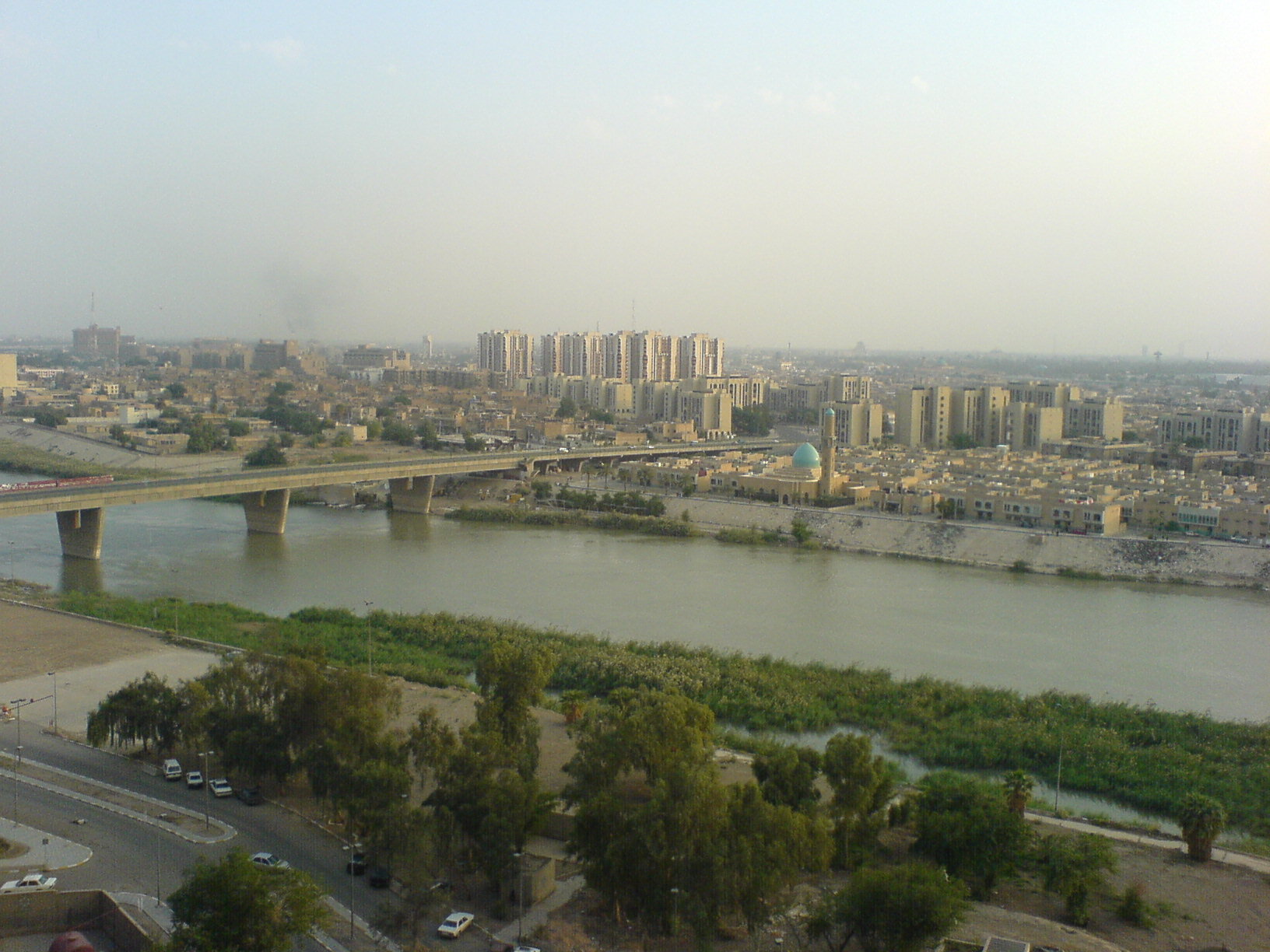
منظر عام لمدينة بغداد، حيث ولد ابن حنبل ونشأ وترعرع

فقد ابن حنبل أباه وهو طفل صغير، فقد قال: «لم أرَ جدي ولا أبي»، والمعروف أن أباه مات بعد ولادته، ولا بد أن ذلك كان وهو صغير لا يعي ولا يدرك شيئاً، بدليل أنه نفى رؤيته لأبيه وجده، وقد ذُكر أن أباه مات شاباً في الثلاثين من عمره، ولقد قامت أمه بتربيته في ظل مَن بقي من أسرة أبيه، وكان أبوه قد ترك له ببغداد عقاراً يسكنه، وآخر يغل له غلة قليلة تعطيه الكفاف من العيش، فاجتمع له بتلك الغلة الضئيلة أسباب الاستغناء عما في أيدي الناس.
نشأ ابن حنبل في بغداد وتربى بها تربيته الأولى، وقد كانت بغداد تموج بالناس الذين اختلفت مشاربهم، وتخالفت مآربهم، وزخرت بأنواع المعارف والفنون، فيها القراء والمحدثون والمتصوفة وعلماء اللغة والفلاسفة والحكماء، فقد كانت حاضرة العالم الإسلامي، وقد توافر فيها ما توافر في حواضر العالم من تنوع المسالك وتعدد السبل وتنازع المشارب ومختلف العلوم، وقد اختارت أسرة ابن حنبل له منذ صباه أن يكون عالماً بكل العلوم الممهدة له، من علم بالقرآن والحديث واللغة ومآثر الصحابة والتابعين وأحوال النبي محمد وسيرته وسيرة أوليائه الأقربين، وقد اتفقت هذه التربية أو هذا التوجيه مع نزوعه النفسي، وما كانت تصبو إليه همته من غايات، فقد وجهته أسرته إلى القرآن الكريم منذ نشأته الأولى فحفظه، وظهرت عليه الألمعية مع الأمانة والتقى، حتى إذا أتم حفظ القرآن الكريم وعلم اللغة، اتجه إلى الديوان ليتمرن على التحرير والكتابة، ولقد قال في ذلك: «كنت وأنا غُلَيم أختلف إلى الكتاب، ثم اختلفت إلى الديوان وأنا ابن أربع عشرة سنة».
وكان ابن حنبل وهو صبي محل ثقة الذين يعرفونه من الرجال والنساء، وقد كان نُجبه واستقامته أثرين ملاحظين لكل أترابه وآبائهم، يتخذه الآباء قدوة لأبنائهم، حتى قال بعض الآباء: «إني أنفق على أولادي وأجيئهم بالمؤدبين لكي يتأدبوا فما أراهم يفلحون، وهذا أحمد بن حنبل غلام يتيم، انظروا كيف يخرج!»، وجعل يعجب.

### أزواجه وأولاده
لم يتزوج أحمد بن حنبل إلا بعد أن بلغ الأربعين، وقيل أن ذلك كان بسبب اشتغاله بالعلم، أو لأن أمه كانت موجودة بجواره ترعى شؤونه، أو لأنه كان يكثر من الرحلات وتطول غيبته عن بلده، فلما أن بلغ الأربعين وأصبح أقرب إلى الاستقرار من ذي قبل فكر في الزواج، وقد قال ابن الجوزي في ذلك: «كان رضي الله عنه شديد الإقبال على العلم، سافر في طلبه السفر البعيد، ووفر على تحصيله الزمان الطويل، ولم يتشاغل بكسب ولا نكاح حتى بلغ منه ما أراد». وكانت أولى زوجاته هي "العباسة بنت الفضل"، وهي فتاة عربية من ربض بغداد أي من ضواحيها القريبة، وقد عاشت مع أحمد بن حنبل ثلاثين سنة، وأنجبت منه ولدهما صالحاً، وقد قال "المروذي" تلميذ أحمد بن حنبل في شأن العباسة: «سمعت أبا عبد الله يقول: أقامت معي أم صالح ثلاثين سنة فما اختلفتُ أنا وهي في كلمة»، ولما توفيت أم صالح تزوج أحمد زوجته الثانية "ريحانة"، وأنجبت منه ولداً واحداً هو عبد الله، فلما ماتت أم عبد الله اشترى جاريةً اسمها "حُسْن"، فأنجبت له "زينب" ثم توأمين هما "الحسن" و"الحسين"، فماتا بعد ولادتهما، ثم وَلدت "الحسن" و"محمداً"، ثم وَلدت بعد ذلك "سعيداً". وقد نبغ في الفقه من أولاده صالح وعبد الله، وأما "سعيد" فقد ولي قضاء الكوفة فيما بعد.

## طلبه للحديث النبوي
كان بين يدي أحمد بن حنبل علمان من علوم الشريعة الإسلامية عليه أن يختار أحدهما، فهو إما أن يختار مسلك الفقهاء، وإما أن يختار أن يكون راوياً من رواة الحديث وحافظاً من حفاظه، فقد ابتدأت الطريقتان تتميزان في عصره، وابتدأ العلمان ينفصلان، ولقد كان في العراق المنزعان، فقد كان في بغداد فقه العراق، كما كان فيها المحدثون الحفاظ.
اختار أحمد بن حنبل في صدر حياته رجال الحديث ومسلكهم، فاتجه إليهم أول اتجاهه، ويظهر أنه قبل أن يتجه إلى المحدثين راد طريق الفقهاء الذين جمعوا بين الرأي والحديث، فقد رُوي أن أول تلقيه كان على القاضي أبي يوسف صاحب أبي حنيفة، ولكنه مال بعد ذلك إلى المحدثين الذين انصرفوا بجملتهم للحديث، فقد قال: «أول من كتبت عنه الحديث أبو يوسف»، ولكنه لم يدم في الأخذ عنه، فقد انصرف إلى المحدثين انصرافاً لم يقطعه عن الاطلاع على ما أنتجته عقول الفقهاء العراقيين من فتاوى وأقضية وتخريج، بل إنه قد اطلع عليها، ولكن همته لم تكن إليها.

### في بغداد
طلب أحمد بن حنبل الحديث في فجر شبابه، وكان المحدثون في كل بقاع الأراضي الإسلامية، وكان لا بد للإمام أحمد أن يأخذ عن كل علماء الحديث في العراق والشام والحجاز وتهامة، ولعله أول محدث قد جمع الأحاديث في كل الأقاليم ودوَّنها، وإن مسنده لشاهد على ذلك، فهو قد جمع الحديث الحجازي والشامي والبصري والكوفي جمعاً متناسباً. وقد بدأ اتجاه ابن حنبل إلى الحديث من سنة 179هـ، واستمر مقيماً ببغداد يأخذ من شيوخ الحديث فيها ويكتب كل ما يسمع حتى سنة 186هـ، أي أنه استمر بطلب حديث البغداديين نحو سبع سنين أو أكثر، ثم ابتدأ في هذه السنة رحلته إلى البصرة، وفي العام التالي رحل إلى الحجاز، ثم توالت رحلاته بعد ذلك إلى البصرة والحجاز واليمن وتهامة وغيرها في طلب الحديث.
لازم أحمد بن حنبل منذ أن بلغ السادسة عشرة من عمره سنة 179هـ إماماً من أئمة الحديث، وهو هُشَيم بن بشير بن أبي حازم الواسطي (المتوفى سنة 183هـ)، واستمر يلازمه نحو أربع سنوات، فلم يتركه حتى بلغ العشرين من عمره، وقد رُوي عن ابن حنبل خبرُ تلك الملازمة ومدتها، فقد قال: «كتبت عن هشيم سنة تسع وسبعين، ولزمناه إلى سنة ثمانين، وإحدى وثمانين، واثنتين وثمانين، وثلاث، ومات في سنة ثلاث وثمانين، كتبنا عنه كتاب الحج نحواً من ألف حديث، وبعض التفسير، وكتاب القضاء وكتباً صغاراً»، فسأله ابنه صالح بعد ذلك القول: «يكون ثلاثة آلاف؟»، قال: «أكثر».
ولم تكن تلك الملازمة تامة، أي أنه لم ينقطع له انقطاعاً تاماً ولم يتصل بغيره مدة أربع سنوات، بل كان يتلقى عن غيره أحياناً، ويحضر بعض مجالس سواه، إذ يُروى أنه سمع من عمير بن عبد الله بن خالد سنة 182هـ قبل موت هشيم، كما سمع في هذه الأثناء من عبد الرحمن بن مهدي، فقد رُوي أنه قال: «قدم علينا عبد الرحمن بن مهدي سنة ثمانين وقد خضب، وهو ابن خمس وأربعين سنة، وكنت أراه في المسجد الجامع»، كما كان يستمع إلى أبي بكر بن عباس ويروي عنه. وبعد موت الشيخ هشيم بن بشير، أخذ أحمد بن حنبل يتلقى الحديث حيثما وجده، ومكث ببغداد نحو ثلاث سنوات يأخذ من شيوخها بجد ودأب، ومن غير أن يخص أحداً بفضل ملازمة دون غيره كما كان شأنه مع شيخه هشيم، إذ كان قد بلغ العشرين عاماً أو قاربها عند موت هشيم، فسار في طلب الحديث في دأب وجد وعزم، وأمه تشجعه وترشده وتدعوه إلى الرفق بنفسه إن وجدت منه إرهاقاً لنفسه، وقد قال هو في ذلك: «كنت ربما أردت البكور في الحديث، فتأخذ أمي بثيابي حتى يؤذِّن الناس أو حتى يصبحوا».

### رحلته في طلب الحديث
بدأ أحمد بن حنبل رحلاته سنة 186هـ ليتلقى الحديث عن الرجال، فرحل إلى العراق وإلى الحجاز وإلى تهامة وإلى اليمن، وكان يود أن يرحل إلى الري ليستمع إلى جرير بن عبد الحميد، ولم يكن قد رآه قبل في بغداد، ولكن أقعده عن الرحلة إليه عظيمُ النفقة عليه في هذا السبيل. وتوالت رحلاته ليتلقى عن رجال الحديث شفاهاً، ويكتب عن أفواههم ما يقولون، فرحل إلى البصرة خمس مرات، كان يقيم فيها أحياناً ستة أشهر يتلقى عن بعض الشيوخ، وأحياناً دون ذلك وأحياناً أكثر، على حسب مقدار تلقيه من الشيخ الذي رحل إليه.
رحل إلى الحجاز وتهامة خمس مرات، أولاها سنة 187هـ، والتقى في هذه الرحلة بالإمام الشافعي في مكة المكرمة، وأخذ مع حديث أبي عيينة الذي كان مقصده إليه فقهَ الشافعي وأصوله وبيانه لناسخ القرآن ومنسوخه، وكان لقاؤه بالشافعي بعد ذلك في بغداد عندما جاء الشافعي إليها ومعه فقهه وأصوله محررة مقررة، وكان ابن حنبل قد نضج، حتى كان الشافعي يعول عليه في معرفة صحة الأحاديث أحياناً ويقول له: «إذا صح عندكم الحديث فأعلمني به، أذهب إليه حجازياً أو شامياً أو عراقياً أو يمنياً». وقد ذكر ابن كثير تفصيل رحلات حجه فقال: «أول حجة حجها في سنة سبع وثمانين ومئة، ثم سنة إحدى وتسعين، ثم سنة ست وتسعين، وجاور في سنة سبع وتسعين، ثم حج سنة ثمان وتسعين، وجاور إلى سنة تسع وتسعين»، كما قال ابن حنبل: «حججت خمس حجج، منها ثلاث راجلاً، وأنفقت في إحدى هذه الحجج ثلاثين درهماً، وقد ضللت في بعضها عن الطريق وأنا ماشٍ، فجعلت أقول: يا عباد الله دلوني على الطريق، حتى وقفت على الطريق».
كما رحل أحمد بن حنبل إلى الكوفة، ولقي المشقة في هذه الرحلة مع قربها من بغداد، لأن مقامه في الكوفة لم يكن ليناً رقيقاً، فقد رُوي عنه أنه قال: «خرجت إلى الكوفة فكنت في بيت تحت رأسي لَبِنة فحممت، فرجعت إلى أمي ولم أكن استأذنتها»، وقال: «لو كان عندي تسعون درهماً كنت رحلت إلى جرير بن عبد الحميد إلى الري، وخرج بعض أصحابنا، ولم يمكنِّي الخروج لأنه لم يكن عندي شيء».
وكان أحمد بن حنبل قد رسم لنفسه أن يذهب إلى الحج سنة 198هـ، وبعد الحج والمجاورة يذهب إلى عبد الرزاق بن همام بصنعاء اليمن، وقد كاشف بهذه النية رفيقه وصاحبه يحيى بن معين، وقد توافقت رغبتهما في ذلك، فدخلا مكة، وبينما هما يطوفان طواف القدوم إذا عبد الرزاق يطوف، فرآه ابن معين وكان يعرفه، فسلم عليه وقال له: «هذا أحمد بن حنبل أخوك»، فقال: «حيَّاه الله وثبَّته، فإنه يبلغني عنه كلُّ جميل»، قال: «نجيء إليك غداً إن شاء الله حتى نسمع ونكتب»، فلما انصرف قال أحمد معترضاً: «لِمَ أخذت على الشيخ موعداً؟»، قال: «لنسمع منه، قد أربحك الله مسيرة شهر ورجوع شهر والنفقة»، فقال أحمد: «ما كان الله يراني وقد نويت نية أن أفسدها بما تقول، نمضي فنسمع منه»، ثم مضى بعد الحج حتى سمع منه بصنعاء.
سافر ابن حنبل إلى صنعاء، وناله العيش الخشن والمركب الصعب، إذ انقطعت به النفقة في الطريق، فأكرى نفسه من بعض الحمالين إلى أن وافى صنعاء، ولما وصل إلى صنعاء حاول الشيخ عبد الرزاق أن يعينه، فقال له: «يا أبا عبد الله، خذ هذا الشيء فانتفع به، فإن أرضنا ليست بأرض متجر ولا مكسب»، ومد إليه بدنانير، فقال أحمد: «أنا بخير»، ومكث على هذه المشقة سنتين استهان بهما لأنه سمع أحاديث ما كان يعلمها من قبل.
استمر أحمد على الرحلة في طلب العلم حتى بعد أن اكتملت رجولته ونضج علمه، وقد استمر جِده في طلب الحديث وروايته حتى بعد أن بلغ مبلغ الإمامة، فقد رآه رجل من معاصريه والمحبرة في يده يكتب ويستمع، فقال له: «يا أبا عبد الله، أنت قد بلغت هذا المبلغ، وأنت إمام المسلمين»، فقال: «مع المحبرة إلى المقبرة»، وكان يقول: «أنا أطلب العلم إلى أن أدخل القبر».

### رحلته إلى ما وراء النهر
قال شمس الدين السفاريني الحنبلي في كتابه (غذاء الألباب في شرح منظومة الآداب):

## جلوسه للتحديث والفتوى

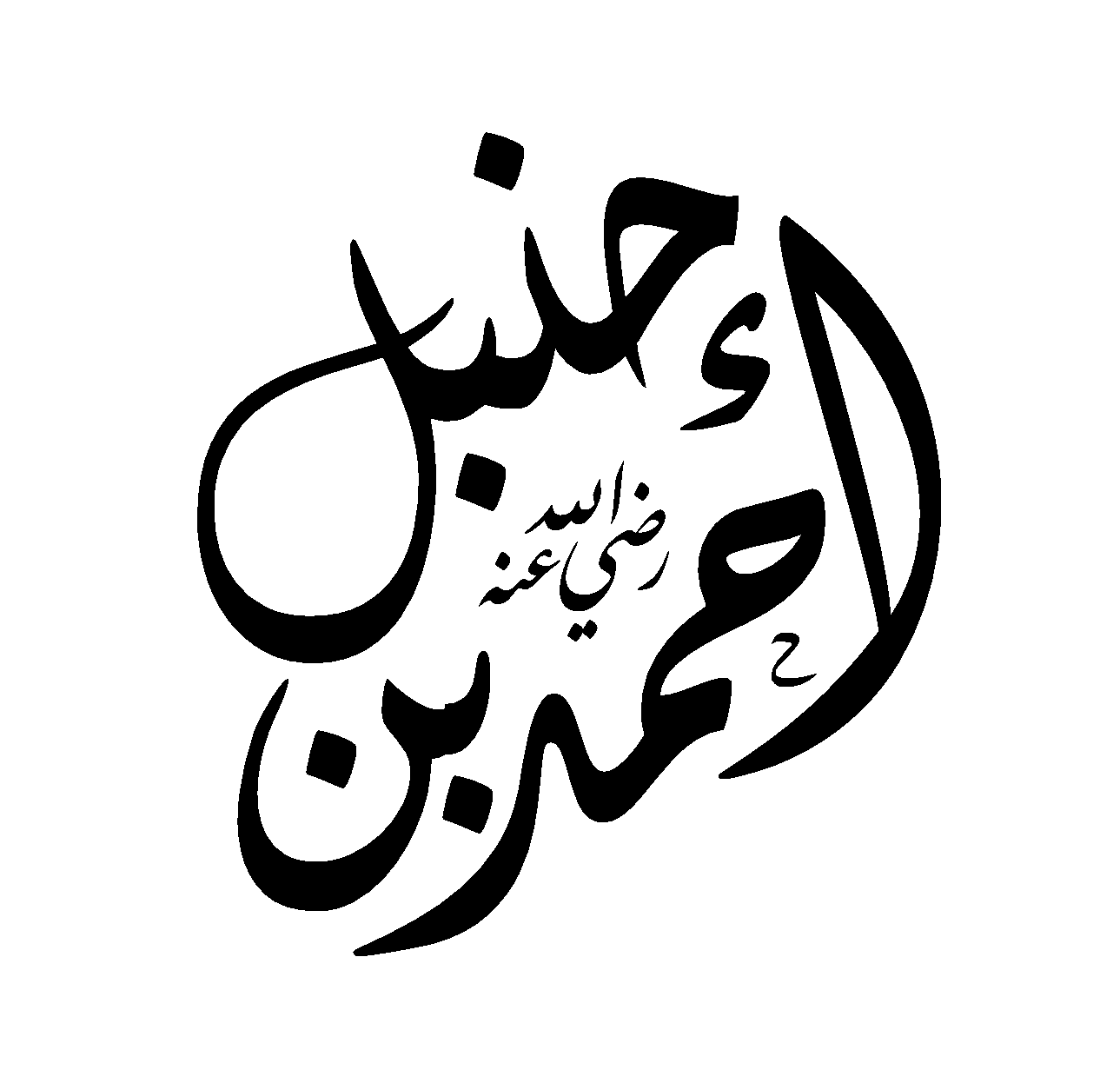
تخطيط لاسم الإمام أحمد بن حنبل ملحوق بدعاء الرضا عنه

بعد أن طلب أحمد بن حنبل الحديث من رجاله واستمع إليهم وكتب عنهم ما استمع، وطوَّف في الأقاليم الإسلامية يطلب الحديث، جلس للتحديث والفتيا، ويُروى إنه لم ينصب نفسه للتحديث والفتوى إلا بعد أن بلغ الأربعين، فقد قال ابن الجوزي: «إلا أن الإمام أحمد رضي الله عنه لم يتصدر للحديث والفتوى، ولم يُنصب نفسه لهما حتى تم له أربعون سنة»، ورُوي أن بعض معاصريه جاء يطلب إليه الحديث سنة 203هـ (أي كان عمره 39 عاماً) فأبى أن يحدثه، فذهب إلى عبد الرزاق بن همام باليمن ثم عاد إلى بغداد سنة 204هـ فوجد أحمد بن حنبل قد حدث واستوى الناس عليه.
يظهر أن أحمد بن حنبل لم يجلس للدرس والإفتاء إلا بعد أن قصده الناس للسؤال عن الحديث والفقه، فاضطر لأن يجلس لإجابتهم في المسجد، وكانت حياته بعد ذلك تنمِّي هذه الشهرة وتقوِّيها، فلقد عاين الناسُ فضله، ووجدوا تعففه عما عند الولاة والأمراء، ومراعاته لحرمة المسلمين، ثم نزلت المحنة التي صهرت نفسه، وبينت مقدار جَلَده وصبره، وتوالت النوازل، فزاده ذلك علواً ورفعة، وزادت مكانته عند الناس. وإذا كان ابن حنبل قد ذاع ذكره في الآفاق الإسلامية قبل أن يجلس للدرس والإفتاء، فلا بد أن يكون الازدحام على درسه شديداً، ولقد ذكر بعض الروة أن عدة من كانوا يستمعون إلى درسه نحو خمسة آلاف، وأنه كان يكتب منهم نحو خمسمئة، ويدل ذلك على عِظم مكانة أحمد بن حنبل عند البغداديين، وإن كثرة هؤلاء الذين كانوا يحضرون درسه في المسجد كانت سبباً في كثرة رواة فقهه وحديثه، ولم يكن كل الذين يحضرون الدرس راغبين في علم ابن حنبل، بل منهم من كان يتيمن به ويريد أن يتعظ به وينظر إلى هديه وخلقه وأدبه، فقد رُوي عن بعض معاصريه أنه قال: «اختلفت إلى أبي عبد الله أحمد بن حنبل اثنتي عشرة سنة، وهو يقرأ المسند على أولاده، فما كتبت منه حديثاً واحداً، وإنما كنت أميل إلى هديه وأخلاقه وآدابه».

### صفة درسه
كان للإمام أحمد مجلسان للدرس والتحديث: أحدهما في منزله يُحدِّث فيه خاصةَ تلاميذه وأولاده، والثاني في المسجد يَحضر إليه العامة والتلاميذ، وقد كان وقت درسه في المسجد بعد العصر، أي قبل عتمة الليل وبعد وهج النهار، وقد كان يسود مجلسَه الوقارُ والسكينةُ مع تواضع واطمئنان نفسي، وكان في كل مجالسه لا يمزح ولا يلهو، وكان مخالطوه لا يمزحون في حضرته، بل إن شيوخه كانوا لا يمزحون في حضرته، فقد رُوي عن خلف بن سالم أنه قال: كنا في مجلس يزيد بن هارون، فمزح يزيد مع مستمعيه، فتنحنح أحمد بن حنبل، فضرب بيده على جبينه وقال: «ألا أعلمتموني أن أحمد هنا حتى لا أمزح؟»، وقد تجنب ابن حنبل المزاح لأنه كان يرى أن رواية السُّنة عبادة، ولا مزاح في وقت العبادة.
كان أحمد بن حنبل لا يُلقي درسه من غير طلب، بل يسأل عن الأحاديث المروية في موضوع فيستحضر الكتب التي دوَّن فيها تلك الأحاديث، كما كان إذا قال حديثاً نبوياً لا يقوله إلا من كتاب حرصاً على جودة النقل، وإبعاداً لمظنة الخطأ ما أمكن، وفي الأحوال النادرة جداً كان يقول الحديث من غير رجوع إلى كتاب، فقد قال ولده عبد الله: «ما رأيت أبي حدث من حفظه من غير كتاب إلا بأقل من مئة حديث». وقد وصف المروذي صاحب أحمد بن حنبل مجلسه فقال:
| أحمد بن حنبل | لم أرَ الفقيرَ في مجلس أعزَّ منه في مجلس أبي عبد الله، كان مائلاً إليهم، مقصِّراً عن أهل الدنيا، وكان فيه حِلم، ولم يكن بالعجول بل كان كثير التواضع، تعلوه السكينة والوقار، إذا جلس مجلسه بعد العصر لا يتكلم حتى يسأل. | أحمد بن حنبل |

كانت دروس أحمد بن حنبل من حيث موضوعها على قسمين: أحدهما رواية الحديث ونقله، وهذه يمليها على تلاميذه من كتاب ولا يعتمد على حفظه إلا نادراً، وثانيهما فتاويه الفقهية التي كان يضطر إلى استنباطها، وهذه لا يسمح لتلاميذه أن يدونوها، ولا يسمح لهم أن ينقلوها عنه، إذ إنه ما كان يستجيز التدوين إلا للأحاديث النبوية، وكان أبغض الأشياء إليه أن يرى كتاباً قد دونت فيه فتوى له، فقد بلغه أن بعض تلاميذه روى عنه مسائل ونشرها خراسان، فقال: «اشهدوا أني رجعت عن ذلك كله»، وجاء إليه رجل خراساني يكتب، فنظر في كتاب من بينها فوقع نظره فوجد كلامه، فغضب ورمى الكتاب من يديه. ولم يكن ذلك بالنسبة لآرائه هو فقط، بل بالنسبة لفقه غيره، فقد كان يَكره وضع الكتب التي تشتمل على التفريغ والرأي، ويحب التمسك بالأثر، وقد رُوي عنه أنه قال لعثمان بن سعيد: «لا تنظر في كتب أبي عُبيد ولا فيما وضع إسحاق ولا سفيان ولا الشافعي ولا مالك، وعليك بالأصل».

### فقهه وأصول مذهبه
إن أصول الاستنباط التي اتبعها أحمد بن حنبل وبنى فتاويه عليها، ثم صارت أصولاً للمذهب الحنبلي وأصحابه من بعده هي: القرآن الكريم، والسنة النبوية، وفتوى الصحابي، والإجماع، والقياس، والاستصحاب، والمصالح، والذرائع. وقد ذكر ابن القيم أن الأصول التي بنى عليها الإمام أحمد فتاويه خمسة وهي:
- أولاً: النصوص، فإذا وجد النص أفتى بموجبه، ولم يلتفت إلى ما خالفه، ولذلك قدم النص على فتاوى الصحابة.[بحاجة لمصدر]
- ثانياً: ما أفتى به الصحابة[69] ولا يُعلم مخالف فيه، فإذا وجد لبعضهم فتوى ولم يعرف مخالفاً لها لم يتركها إلى غيرها، ولم يقل إن في ذلك إجماعاً بل يقول من ورعه في التعبير: «لا أعلم شيئاً يدفعه».
- ثالثاً: إذا اختلف الصحابة تخير من أقوالهم ما كان أقربها إلى الكتاب والسنة، ولم يخرج عن أقوالهم، فإن لم يتبين له موافقة أحد الأقوال حكى الخلاف ولم يجزم بقول، قال إسحاق بن إبراهيم بن هانئ: قيل لأبي عبد الله: «يكون الرجل في قومه فيُسأل عن الشيء فيه اختلاف»، قال: «يفتي بما وافق الكتاب والسنة، وما لم يوافق الكتاب والسنة أمسك عنه».
- رابعاً: الأخذ بالحديث المرسل والحديث الضعيف إذا لم يكن في الباب شيء يدفعه، وهو الذي رجحه على القياس، وليس المراد بالضعيف عنده الباطل ولا المنكر ولا ما في روايته متهم بحيث لا يسوغ الذهاب إليه. قال ابن قدامة: مراسيل أصحاب النبي ﷺ مقبولة عند الجمهور[70]
- خامساً: القياس، فإذا لم يكن عند الإمام أحمد في المسألة نص، ولا قول الصحابة أو واحد منهم، ولا أثر مرسل أو ضعيف، ذهب إلى القياس، فاستعمله للضرورة كما قال ابن القيم، وقد رُوي عن الإمام أحمد أنه قال: «سألت الشافعي عن القياس فقال: إنما يُصار إليه عند الضرورة».[71][72] وقول أحمد بالقياس واعتباره حجة في الأحكام الشرعية يتمشى مع منهجه السلفي، واتباع الصحابة رضوان الله عليهم على وجه الخصوص، فقد استعملوا القياس.[73]

## محنته

### سبب المحنة وأدوارها
سبب المحنة التي وقعت بأحمد بن حنبل هو أن الخليفة المأمون دعا الفقهاء والمحدثين أن يقولوا مقالته في خلق القرآن، فيقولوا إن القرآن مخلوق محدَث، كما يقول أصحابه من المعتزلة الذين اختار منهم وزراءه وصفوته، ولكن أحمد بن حنبل لم يوافق المأمون في رأيه، ولم ينطق بمثل مقالته بل كان يقول إن القرآن كلام الله، وقد أدى ذلك إلى نزول الأذى الشديد به، والذي ابتدأ في عصر المأمون ثم توالى في عصر المعتصم والواثق بوصية من المأمون واتباعاً لمسلكه. واستمر حبسه ثمانية وعشرين شهراً.

#### في عهد المأمون
لما تولى المأمون الخلافة أحاط به المعتزلة، وكان جل حاشيته من رجالهم، وأدناهم إليه وقرَّبهم نحوه وأكرمهم أبلغ الإكرام، والسبب في ذلك الميل أنه كان تلميذاً لأبي الهذيل العلاف في الأديان والمقالات، وأبو الهذيل من رؤوس المعتزلة. ولما عقد المأمون المجالس للمناظرات والمناقشات في المقالات والنحل كان المعتزلة هم السابقين والبارزين على الخصوم، لِما اختصوا به من دراسات عقلية واسعة، فكان لهم أثر كبير في نفس المأمون، يجتبي منهم من يشاء لصحبته، ويختار منهم من يريد لوزارته، وخص منهم أحمد بن أبي دؤاد بالرعاية والعطف والتقريب، حتى إنه أوصى أخاه المعتصم بإشراكه معه في أمره، فقد قال في وصيته: «وأبو عبد الله بن أبي دؤاد، فلا يفارقك، وأشركه في المشورة في كل أمرك فإنه موضع لذلك منك».
ولما أحس المعتزلة بهذه المنزلة، زينوا له إعلان قوله في خلق القرآن نشراً لمذهبهم وليكتسبوا إجلال العامة واحترامهم، فأعلن ذلك سنة 212هـ، وناظر من يغشى مجلس مناظرته في هذا الشأن، وأدلى فيها بحججه وأدلته، وترك الناس أحراراً في عقائدهم، لا يُحملون على فكرة لا يرونها، ولا عقيدة لا يستسيغون الخوض في شأنها. ولكن في سنة 218هـ، وهي السنة التي توفي فيها، بدا له أن يدعو الناس بقوة السلطان إلى اعتناق فكرة خلق القرآن، فأراد أن يحملهم على ذلك قهراً، فابتدأ ذلك بإرسال كتبه وهو بالرقة إلى نائبه في بغداد إسحاق بن إبراهيم يأمره بامتحان الفقهاء والمحدثين، ليحملهم على أن يقولوا إن القرآن مخلوق، فقد جاء في أول كتاب أرسله إلى نائبه في بغداد:

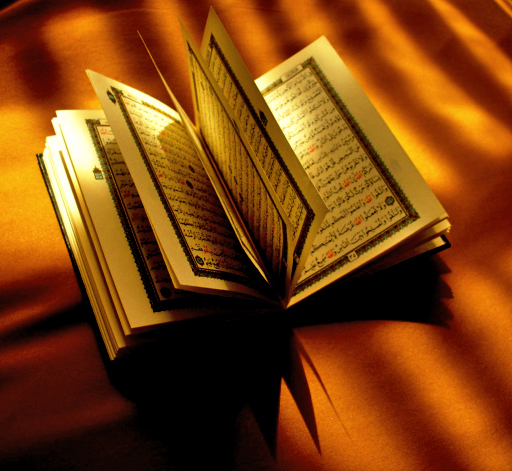
وقعت فتنة خلق القرآن في العصر العباسي، وأدَّت إلى إيذاء كثير من العلماء أشهرهم أحمد بن حنبل

فأحضر إسحاق بن إبراهيم القضاة والمحدثين وكل من تصدى للفتوى والتعليم والإرشاد، فاختبرهم وامتحنهم، وأرسل إجاباتهم عن مسألته في خلق القرآن إلى المأمون، فأرسل المأمون كتاباً يبين سخف هذه الإجابات في نظره، ويجرح المجيبين، ثم ذكر في هذا الكتاب عقوبات لمن لم يقل مقالته، إذ أمر بحمل من لم يقل ذلك إليه موثقاً. وقد سارع إسحاق بن إبراهيم إلى تنفيذ رغبته، فأحضر المحدثين والفقهاء والمفتين، وفيهم أحمد بن حنبل، وأنذرهم بالعقوبة الصارمة والعذاب العتيد إن لم يقروا بما طلب منهم، ويحكموا بالحكم الذي ارتآه المأمون من غير تردد أو مراجعة، فنطقوا جميعاً بما طلب منهم وأعلنوا اعتناق ذلك المذهب إلا أربعة منهم أصروا على موقفهم إصراراً جريئاً، وهم: أحمد بن حنبل، ومحمد بن نوح، والقواريري، وسجادة، فشُدوا في الوثاق، وكبلوا بالحديد، وباتوا ليلتهم مصفدين في الأغلال، فلما كان الغد أجاب سجادة إسحاق فيما يدعو إليه، فخلوا عنه وفكوا قيوده، واستمر الباقون على حالهم، وفي اليوم التالي، أعيد السؤال عليهم، وطلب الجواب إليهم، فخارت نفس القواريري وأجابهم إلى ما طلبوا ففكوا قيوده، وبقي اثنان، فسيقا في الحديد ليلتقيا بالمأمون في طرسوس، وقد توفي محمد بن نوح في الطريق. وأما الذين أجابوا فقد طلب منهم أن يواجهوا المأمون أحراراً، فقدموا كفلاء بأنفسهم ليوافوه بطرسوس.
وبينما هم في الطريق توفي المأمون، ولكنه لم يودِّع الدنيا من غير أن يوصي أخاه المعتصم بالإستمساك بمذهبه في القرآن، ودعوة الناس إليه بقوة السلطان، وبسبب هذه الوصية فإن المحنة لم تنقطع بوفاة المأمون، بل اتسع نطاقها وزادت ويلاتها، وكانت شراً مستطيراً على المتوقفين من الزهاد والعلماء والفقهاء والمحدثين، وعلى رأسهم أحمد بن حنبل، فقد بلغ البلاء أشده والمحنة أقصاها في عهد المعتصم، ثم في عهد الواثق.

#### في عهد المعتصم
لم يكن المعتصم رجل علم بل كان رجل سيف، فترك أمر خلق القرآن لأحمد بن أبي دؤاد يدبر الأمر فيه، لينفذ وصية المأمون في ذلك، وأحمد بن أبي دؤاد هذا هو صاحب الفكرة في حمل الناس على ذلك القول بقوة السلطان وعنف الامتحان، وإنزال البلاء والسجن والتقييد ووضع الاغلال.
تبين أن المأمون قد مات عندما كان أحمد بن حنبل مقيداً مسوقاً، فأعيد إلى السجن ببغداد حتى يصدر في شأنه أمر، ثم سيق إلى المعتصم، واتُّخذت معه ذرائع الإغراء والإرهاب، فما أجدى في حمله ترغيب ولا ترهيب، فنفذوا الوعيد، فأخذوا يضربونه بالسياط المرة بعد الأخرى، ولم يُترك في كل مرة حتى يغمى عليه، وينخس بالسيف فلا يحس، وتكرر ذلك مع حبسه نحواً من ثمانية وعشرين شهراً، فلما استيئسوا منه وثارت في نفوسهم بعض نوازع الرحمة أطلقوا سراحه وأعادوه إلى بيته وقد أثخنته الجراح، وأثقله الضرب المبرح المتوالي والإلقاء في غيابات السجن. وبعد أن عاد أحمد بن حنبل إلى بيته استقر فيه، وكان لا يقوى على السير، واستمر منقطعاً عن الدرس والتحديث ريثما التأمت جراحه، واستطاع أن يخرج إلى المسجد، فلما رُدت إليه العافية وذهبت وعثاء هذه المحنة عن جسمه، وإن كانت قد تركت آثاراً وندوباً فيه وأوجاعاً في بعض أجزائه، مكث يُحدِّث ويُدرس بالمسجد حتى مات المعتصم.

#### في عهد الواثق
لما تولى الواثق الحكم أعاد المحنة على أحمد بن حنبل، ولكنه لم يتناول السوط ويضربه كما فعل المعتصم، إذ رأى أن ذلك زاده منزلة عند الناس، وزاد فكرته ذيوعاً، ومنع دعوة الخليفة أن تَذيع وتفشو، فوق ما ترتب على ذلك من سخط العامة ونقمة مَن سماهم ابنُ أبي دؤاد «حشو الأمة»، ولذلك لم يُرِد أحمد بن أبي دؤاد والواثق من بعد المعتصم أن يعيد الأذى الجسمي، بل منعه فقط من الاجتماع بالناس، وقال الواثق له: «لا تجمعن إليك أحداً ولا تساكني في بلد أنا فيه»، فأقام ابن حنبل مختفياً لا يخرج إلى صلاة ولا غيرها، حتى مات الواثق، وبذلك يكون أحمد بن حنبل قد انقطع عن الدراسة مدة تزيد عن خمس سنوات إلى سنة 232هـ، وبعدها عاد إلى الدرس والتحديث مكرماً عزيزاً ترفعه عزة التقى وجلال السن والقناعة والزهادة وحسن البلاء.
ينبغي الذكر أن المحنة لم تكن مقصورة على أحمد بن حنبل وإن كان قد سبق غيره إلى الصبر، بل تجاوزته إلى غيره، وكان الفقهاء يساقون من الأمصار إلى بغداد ليُختبروا في هذه المسألة، وممن نزل به من ذلك: يوسف بن يحيى البويطي الفقيه المصري صاحب الإمام الشافعي، فقد حُمل مقيَّداً مغلولاً حتى مات في أصفاده، ومنهم نعيم بن حماد، فقد مات في سجن الواثق مقيداً لذلك، وقد رُوي أن الواثق رجع في آخر حياته عن إنزال المحنة بمن لا يرى هذا الرأي، وذلك بسبب مناظرة جرت بين يديه رأى بها أن الأَولى تركُ امتحان الناس فيما يعتقدون.

#### في عهد المتوكل
ولي الخليفة المتوكل بعد الواثق سنة 232هـ، فقام بإنهاء تلك المحنة التي وقعت بأهل السنة القائلين بأن القرآن غير مخلوق، حتى قال فيه إبراهيم بن محمد التيمي قاضي البصرة: «الخلفاء ثلاثة: أبو بكر الصديق قاتلَ أهل الردة حتى استجابوا له، وعمر بن عبد العزيز ردَّ مظالم بني أمية، والمتوكل محا البدع وأظهر السنة»، وقال ابن الجوزي: «أطفأ المتوكل نيران البدعة، وأوقد مصابيح السنة».
ثم بعث المتوكل بعد مضي خمس سنين من ولايته بتسيير أحمد بن حنبل إليه، فلما خرج أحمد بن حنبل إلى المتوكل رُدَّ من بعض الطريق، ثم توفي إسحاق بن إبراهيم وولي مكانه ابنه عبد الله بن إسحاق، فنَقل بعض أعداء ابن حنبل إلى المتوكل أن أحمد بن حنبل كان يُخفي بعض أحفاد علي بن أبي طالب عنده، فكتب المتوكل إلى عبد الله بن إسحاق: «أن وجِّه إلى أحمد بن حنبل أن عندك طلبة أمير المؤمنين (يعني المتآمرين على إسقاطه)»، فحُلِّف أحمد بن حنبل أن ما عنده أحد من أولئك، وفُتش منزله ومنزل ابنه صالح فلم يجدوا فيها أحداً، فثبتت بذلك براءة أحمد بن حنبل، ثم أرسل إليه المتوكل يُخيِّره بما يفعل بالمحرضين عليه، قال الإمام أحمد: قد جاءني أبو علي يحيى بن خاقان فقال لي: «إن كتاباً جاءه فيه: إن أمير المؤمنين يُقرئك السلام ويقول لك: لو سَلِم أحد من الناس سَلمتَ أنت، ها هنا رجل قد رفع عليك وهو في أيدينا محبوس، رفع عليك أن علوياً قد توجَّه من قِبل خراسان، وقد بعثت برجل من أصحابك يتلقاه وهو ذا محبوس، فإن شئتَ ضربتُه، وإن شئتَ حبستُه، وإن شئتَ بعثتُ به إليك»، قال: «فقلت له: ما أعرف مما قال شيئاً، أرى أن تطلقوه ولا تعرضوا له»، فقيل للإمام أحمد: «سفك الله دمه، قد أشاط بدمائكم»، فقال: «ما أراد إلا استئصالنا ولكن قلت: لعل له والدة أو أخوات أو بنات، أرى أن تخلوا سبيله ولا تعرضوا له».
ثم بعث علي بن الجهم كتاباً لأحمد بن حنبل يأمره بالخروج إلى يعقوب أحد حجاب المتوكل ليتلقى جائزة من المتوكل، ونصحه بأخذ الجائزة حتى يُبعد الشبهة عن نفسه، فذهب ابن حنبل إلى يعقوب، فقال يعقوب: «يا أبا عبد الله، أمير المؤمنين يقرأ عليك السلام ويقول: قد صحَّ عندنا نقاء ساحتك، وقد أحببت أن آنس بقربك، وأن أتبرك بدعائك، وقد وجهت إليك عشرة آلاف درهم معونة على سفرك»، وأخرج بدرة فيها صرة فلم ينظر ابن حنبل إليها، فشدّها يعقوب وبعثها إليه، فوزعها ابن حنبل على أبناء المهاجرين والأنصار وغيرهم حتى لم يبق منها شيء، وكتب صاحب البريد أنه قد تصدق بالدراهم من يومه حتى تصدق بالكيس.

## معيشته ومصادر رزقه
عاش أحمد بن حنبل فقيراً مكدوداً محدوداً، ولم يعش مجدوداً ذا مال وفير، وكان يؤثر الخصاصة على أن يكون ذا مال لا يعرف أنه حلال خالص، أو يكون فيه منة العطاء، وكثيراً ما كانت تضطره حاله أن يعمل بيديه ليكسب، أو أن يؤجر نفسه في عمل يعمله إذا انقطع به الطريق ولم يكن معه مال، وكان يؤثر ذلك على أن يقبل العطاء. وقد كان الإمام أحمد يعيش من غلة عقار قد تركه له أبوه، ويظهر أنه كانت له دكاكين يؤجرها، وإن كانت لا تجعله في بحبوحة من العيش فإنها تسد خلته وتدفع حاجته، والأخبار متضاربة على أنها لم تكن كبيرة بل كانت ضئيلة، وقد ذكر ابن كثير مقدارها فقال: «وكانت غلته من ملك له في كل شهر سبعة عشر درهماً، ينفقها على عياله، ويتقنع بذلك رحمة الله صابراً محتسباً». ويُروى أن رجلاً سأل الإمام أحمد عن العقار الذي كان يستغله ويسكن داراً منه كيف سبيله عنه، فقال له: «هذا شيء قد ورثته عن أبي، فإن جاءني رجل فصحح أنه له خرجت عنه ودفعته إليه».
وكان الإمام أحمد لا يرضى أن يأخذ من أحد عطاءً، ولا أن يقبل منه معونةً، ولقد كانت تشتد به الحال أحياناً، إذ لا تكفي تلك الغلة لنفقات عياله، وتنزل به العسرة فكان يتحملها صابراً، وكانت تلك العسرة تشتد وتعلو عن الاحتمال إذا كان في سفر وانقطع منه الزاد، فكان لا يهن ولا يضعف، ويتعب جسمه أيضاً في سبيل راحة نفسه. وقد كان ابن حنبل مع هذه القلة من المال من أسخى الناس بما في يده وما يستطيع، وكان حريصاً متشدداً في أن يكون ماله حلالاً طيباً، وكان عند الزكاة يبالغ في الإيجاب على نفسه فيختار أشد الأقوال، حتى كان يدفع زكاة عن عقاره الذي يغل والذي يسكنه، مستأنساً بفتوى لعمر بن الخطاب عندما فتح سواد العراق.
كان أحمد بن حنبل يتعفف عن مال الخلفاء، بل كان يبعده عن نفسه إلى درجة النفور منه، فعندما جاء الإمام الشافعي إلى بغداد في المرة الثانية التي أقام فيها ونشر مذهبه بها، كان ابن حنبل قد التزم مجلسه، وما كان يفارقه إلا لطلب حديث في السفر أو الحضر، ولاحظ الشافعي أن أحمد كان يرحل إلى اليمن لطلب حديث عبد الرزاق بن همام، وكان يلاحظ بعد الشقة وعظم المشقة التي يعانيها الإمام أحمد في هذه الرحلة بسبب قلة المال، وكان الخليفةُ الأمين قد كلَّف الإمام الشافعي أن يختار قاضياً لليمن، فوجد أن من التسهيل على الإمام أحمد أن يكون هو قاضي اليمن، ليَسهُل عليه السماع من عبد الرزاق من غير مشقة، فعرض على أحمد فرفض، فكرر العرض، فقال أحمد للشافعي، وهو شيخه وله منه التجلة والاحترام: «يا أبا عبد الله، إن سمعتُ منك هذا ثانياً لم ترني عندك». ويُروى أيضاً أن المأمون دفع إلى شيخ من شيوخ الحديث في عصره مالاً ليقسمه على أصحاب الحديث لأن فيهم ضعفاء أراد أن يعينهم على ما خصصوا أنفسهم له، فما بقي منهم أحد إلا أخذ ما عدا أحمد بن حنبل. وكان أحمد بن حنبل يرد عطاء الخليفة ولو كان قد أرسله ليوزعه على أهل الحاجة والمعوزين، فقد رُوي أن الخليفة المتوكل وجه إليه ألف دينار ليوزعها على أهل الحاجة فقال: «أنا في البيت منقطع عن الناس، وقد أعفاني أمير المؤمنين مما أكره، وهذا ما أكره».

## مرضه ووفاته ومدفنه
قال صالح بن أحمد بن حنبل واصفاً مرضَ أبيه قُبيل وفاته:
أما وصيته التي كتبها، فقد جاء فيها:
مات أحمد بن حنبل في وقت الضحى من يوم الجمعة في الثاني عشر من شهر ربيع الأول سنة 241 هـ، وهو ابن سبع وسبعين سنة، ودُفن بعد العصر، قال عبد الله بن أحمد بن حنبل: «توفي أبي في يوم الجمعة ضحوة، ودفناه بعد العصر لاثنتي عشرة ليلة خلت من شهر ربيع الأول سنة إحدى وأربعين». ودفن في مقبرة باب حرب وهذا ما أكده العديد من المؤرخين منهم الخطيب البغدادي في تاريخ بغداد وياقوت الحموي وابن الجوزي في المنتظم، وباب حرب هو الربض الواقع شمال غرب الكاظمية الحالية، والمتواتر عند أهل بغداد نقل رفات الإمام أحمد بن حنبل أيام فيضان نهر دجلة سنة 1937م إلى مسجد عارف أغا في منطقة الحيدرخانة ببغداد في مسجد عارف أغا الواقع بالقرب من جامع حسن باشا وقد كتب عليه «ضريح أحمد بن حنبل».

## أخلاقه وصفاته

### الورع والزهد
كان أحمد بن حنبل ورعاً زاهداً، فقد كان كثير التعبد في محراب العلم ومحراب الصلاة، دائم الصوم حتى في أيام المحنة، إذ كان يُجلد بالسياط وهو صائم تطوعاً تبتلاً، وكانت صلاته في اليوم ثلاثمئة ركعة، فلما أوذي في المحنة ونزل به من الضرب والجلد ما نزل وبقيت آثار الجلد تؤلمه إلى أن مات، لم يستطع أن يحافظ على الركعات الثلاثمئة فأنزلها إلى مئة وخمسين ركعة في اليوم، وكانت له ختمة في كل سبع ليال.
كان ابن حنبل يتمثل الموت دائماً، وكان إذا ذكر الموت خنقته العبرة، ويردف قائلاً: «الخوف يمنعني أكل الطعام والشراب»، كما كان شديد التعلق بالرسول ﷺ، ولم يكن هذا التعلق بالحب والاهتمام بالحديث النبوي وحسب، وإنما بما يقع تحت يده من آثار النبي ﷺ، فقد قال ابنه عبد الله: «رأيت أبي يأخذ شعرة من شعر النبي ﷺ فيضعها على فمه ويقبلها، وأحسب أني رأيته يضعها على عينيه، ويغمسها في الماء ثم يشربه يستشفي به، ورأيته قد أخذ قصعة النبي ﷺ فغسلها في حُب الماء، ثم شرب فيها، ورأيته غير مرة يشرب ماء زمزم يستشفي به ويمسح به يديه ووجهه».
ومن شِعر أحمد بن حنبل في الوعظ:

### غزارة العلم

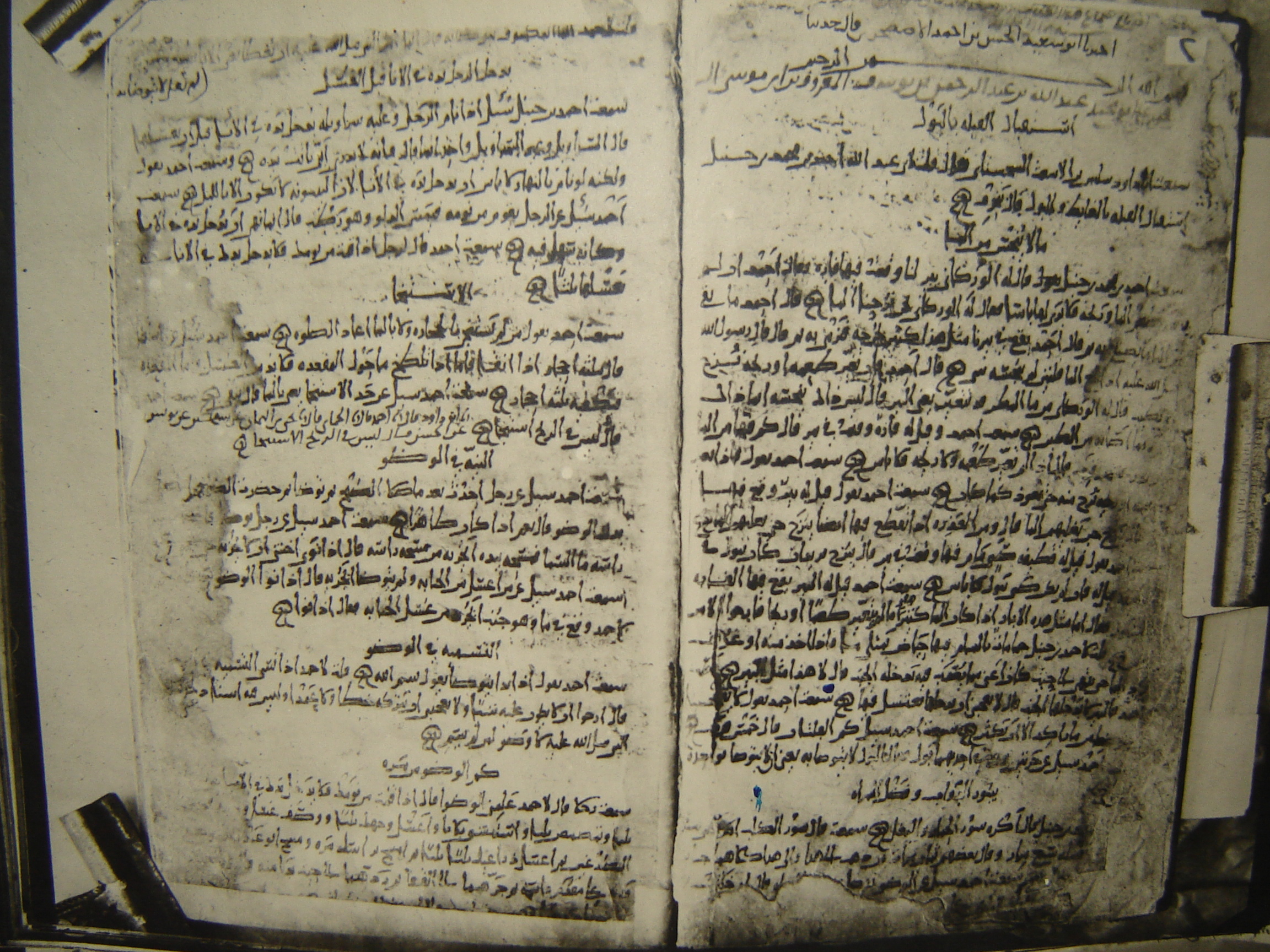
مخطوطة تعود لكتاب «مسائل الإمام أحمد» لتلميذه أبي داود.

ذاع علم أحمد بن حنبل واشتهر وهو حي يرزق، بل إن علمه بالحديث والأثر ذاع وهو لا يزال شاباً يتلقى العلم ويأخذ عن الشيوخ، وقد قال فيه أحمد بن سعيد الرازي وهو شاب: «ما رأيت أسْودَ الرأس أحفظ لحديث رسول الله ﷺ ولا أعلم بفقهه من أحمد بن حنبل»، وقال له شيخه الشافعي: «أنت أعلم بالأخبار الصحاح منا، فإذا كان الخبر صحيحاً فأعلمني حتى أذهب إليه كوفياً كان أو مصرياً أو شامياً»، ورُوي عن الإمام الشافعي أيضاً أنه قال: «ما رأيت أعقل من أحمد بن حنبل وسليمان بن داود الهاشمي»، وقال معاصره علي بن المديني: «ليس فينا أحفظ من أبي عبد الله بن حنبل»، وقال أيضاً: «أعرف أبا عبد الله منذ خمسين سنة وهو يزداد خيراً».
وينبغي الذكر أن أحمد بن حنبل كان يعرف اللغة الفارسية ويتكلم بها أحياناً، فقد رُوي أنه قدِم عليه من خراسان ابنُ خالته ونزل عنده، ولما قدَّم له الطعام كان ابن حنبل يسأله عن خراسان وأهلها وما بقي من ذوي أحمد بها، وربما استعجم القول على الضيف، فيكلمه أحمد بالفارسية.

### قوة الحفظ
كان أحمد بن حنبل يمتاز بقوة الحافظة، وقد تضافرت الأخبار في ذلك يؤيد بعضها بعضاً، قال ابن حنبل: «كنت أذاكر وكيعاً بحديث الثوري، فكان إذا صلى العشاء خرج من المسجد إلى منزله، فكنت أذاكره، فربما ذكر تسعة أحاديث أو العشرة فأحفظها، فإذا دخل قال لي أصحاب الحديث: أملِ علينا، فأمليها عليهم فيكتبونها». كما شهد معاصروه بقوة حفظه وضبطه، فقد قيل لمعاصره أبي زرعة: «من رأيت من المشايخ والمحدثين أحفظ؟»، قال: «أحمد بن حنبل». وقال عبد الله بن أحمد بن حنبل: سمعت أبا زرعة يقول: «كان أحمد بن حنبل يحفظ ألفَ ألفِ حديث»، فقيل له: «وما يدريك؟»، قال: «ذاكرتُه فأخذتُ عليه الأبواب».

### الصبر
اتصف أحمد بن حنبل بالصبر والجَلَد وقوة الاحتمال، وهذه هي أبرز صفاته، وهي التي أذاعت ذكره ونشرت خبره، وقد كانت هذه الصفة المزاج الذي اختص به الإمام أحمد، فجمع بها بين الفقر والجود والعفة وعزة النفس والإباء، وبين العفو واحتمال الأذى، وهي التي جعلته يحتمل ما يحتمل في طلب العلم، غير وانٍ ولا راضٍ بالقليل منه، يجوب الأقطار ويقطع الفيافي والقفار، راكباً إن أسعفته الحال، وماشياً إن ضاقت النفقة، ولما صار له شأن وتصدى للدرس والإفتاء نزل به البلاء الأكبر والمحنة العظمى، فكانت تلك الصفة هي عهدته، وبها كانت أهبته، فقد صبر وصابر الذين أنزلوا به الأذى، حتى ملوا الأذى ولم يهن ولم يستكن، ولم يستخذلهم ولم يجبهم إلى قولهم.
ومن الأخبار التي تدل على قوة جنانه وثباته أنه دخل على الخليفة في أيام المحنة، بعد أن هولوا عليه لينطق بما ينجيه ويرضيهم، وكانوا قد ضربوا عنق رجلين في حضرته، ولكنه في وسط ذلك المنظر المروع، وقع نظره على بعض أصحاب الشافعي، فسأله: «وأي شيء تحفظ عن الشافعي في المسح على الخفين؟»، فأثار ذلك دهشة الحاضرين، وراعهم ذلك الجنان الثابت، حتى قال خصمه أحمد بن أبي دؤاد متعجباً: «انظروا لرجل هو ذا يُقدم به لضرب عنقه فيناظر في الفقه».

### التواضع

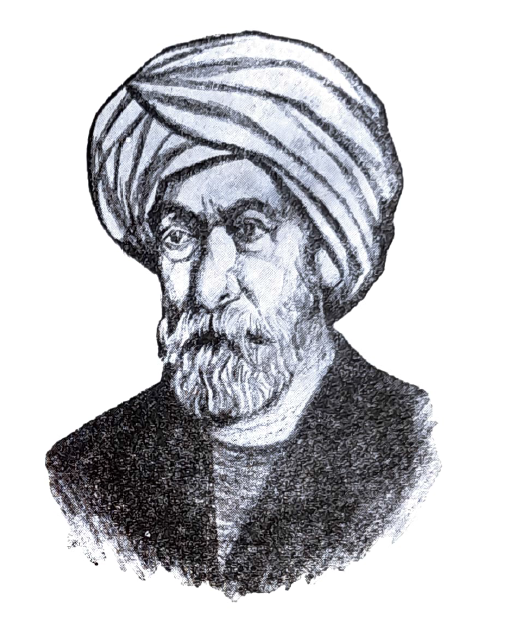
رسم تخيلي للإمام أحمد بن حنبل

كان أحمد بن حنبل متواضعاً متطامناً لعامة الناس، مقيلاً لعثراتهم، وقد حكى عنه تلميذه المروزي فقال: «لم أر الفقير في مجلس أعز منه في مجلس أبي عبد الله، كان مائلاً إليهم، مقصراً عن أهل الدنيا، وكان فيه حلم، ولم يكن بالعجول، وكان كثير التواضع، تعلوه السكينة والوقار، إذا جلس في مجلسه بعد العصر للفتيا لا يتكلم حتى يسأل، وإذا خرج إلى مسجده لا يتصدر، ويقعد حيث انتهى به المجلس».

### الهيبة
كان أحمد بن حنبل مهيباً من غير خوف، وموضعاً للإجلال والاحترام من غير رهبة، وكانت له هيبة حتى في نفس أساتذته، فقد كان بعض أساتذته يمزح مع بعض تلاميذه غير عالم بمكان أحمد من المجلس، فلما علم بمكانه لامهم إذ لم ينبهوه على وجوده حتى لا يمزح وهو في حضرته. وكانت الشرطة تهابه أيضاً، أما هيبة تلاميذه له فأعظم من ذلك، فقد قال فيه أحد تلاميذه: «كنا نهاب أن نرد أحمد في الشيء أو نحاجه في شيء من الأشياء»، وقال أحد معاصريه الذين تتلمذوا له: «دخلت على إسحاق بن إبراهيم، وفلان وفلان من السلاطين، فما رأيت أهيب من أحمد بن حنبل، صرت إليه أكلمه في شيء فوقعت علي الرعدة حين رأيته من هيبته»، وقال أبو عبيدة القاسم بن سلام: «جالست أبا يوسف ومحمد بن الحسن ويحيى بن سعيد وعبد الرحمن بن مهدي فما هبت أحداً منهم ما هبت أحمد بن حنبل».

### صفته الشكلية
كان أحمد بن حنبل يوصف بالحُسن، قال أحمد بن العباس بن الوليد النحوي: سمعت أبي يقول: رأيت أحمد بن حنبل رجلاً حسن الوجه، ربعة من الرجال، يخضب بالحناء خضاباً ليس بالقاني، في لحيته شعرات سود، ورأيت ثيابه غلاظاً إلا أنها بيضاء، ورأيته مُعتمَّاً وعليه إزار. وقال عبد الله بن أحمد بن حنبل: خضب أبي رأسه ولحيته بالحناء وهو ابن ثلاث وستين سنة. وكانت تعلوه سكينة ووقار وخشية، وكان نظيفاً في ملبسه، أنيقاً في هيئته في نطاق الحِفاظ على زهده، وقد وصفه تلميذه عبد الملك بن عبد الحميد الميموني بقوله: «ما أعلم أني رأيت أحداً أنظف ثوباً ولا أشد تعاهداً لنفسه في شاربه وشعر رأسه وشعر بدنه ولا أنقى ثوباً وشدة بياض من أحمد بن حنبل».

## كتبه ومؤلفاته
كان أحمد بن حنبل منقطعاً إلى العلم بصفة عامة وللحديث بصفة خاصة، ولذلك فإنه ترك رصيداً نفيساً من المؤلفات تندرج جميعاً تحت باب الحديث أكثر من اندراجها تحت أي باب آخر من العلوم الدينية، وحتى تلك التي لا يدل اسمها على أنها كتب حديث تعتمد أكثر ما تعتمد على الأحاديث النبوية، تأخذ منها مادتها وتنسج منها موضوعاتها.
أما الكتب التي تنسب للإمام أحمد فهي:
1. المسند، وقد قام الإمام أحمد بجمعه طوال أيام حياته، وضمَّنه ثلاثين ألف حديث حسب رواية أبي الحسن بن المناوي، وذهب قوم إلى أن عدد أحاديث المسند أربعون ألفاً، على أن أحاديث المسند قد انتقيت من سبعمئة وخمسين ألف حديث رويت من أكثر من سبعمئة صحابي، وكان الإمام أحمد يُملي الأحاديث على خاصته وخصوصاً ولده عبد الله، كما كان يسجل بعضها في كثير من الأحيان بنفسه، ولكنه توفي قبل أن يُخرج العمل الكبير للناس بنفسه، فقام ابنه عبد الله على إعداده، وإضافة بعض ما سمع من أحاديث صحيحة نصَّ على أنه أضافها بعد وفاة أبيه.[127]

يُعد مسند الإمام أحمد من أشهر كتب الحديث وأوسعها

2. العلل ومعرفة الرجال، برواية ابنه عبد الله.يُعد مسند الإمام أحمد من أشهر كتب الحديث وأوسعها
3. الأسامي والكنى.
4. سؤالات أبي داود.
5. العلل ومعرفة الرجال، برواية المروذي وغيره.
6. مسائل الإمام أحمد، برواية ابنه عبد الله، وآخر برواية ابنه أبي الفضل صالح، وآخر برواية أبي داود السجستاني.
7. أصول السنة.
8. العقيدة، برواية أبي بكر الخلال.
9. الورع، برواية المروذي.
10. الرد على الجهمية والزنادقة.
11. الزهد.
12. العلل ومعرفة الرجال، برواية المروذي وغيره.
13. الأشربة: قال ابن تيمية "وصنف الإمام أحمد كتاباً كبيرا في الأشربة ما علمت أحدا صنف أكبر منه وكتابا أصغر منه وهو أول من أظهر في العراق هذه السنة حتى إنه دخل بعضهم بغداد فقال هل فيها من يحرم النبيذ فقالوا لا، إلا أحمد بن حنبل دون غيره من الأئمة وأخذ فيها بعامة السُنّة حتى إنه حرم العصير والنبيذ بعد ثلاث".[128]
14. فضائل الصحابة.
15. سؤالات الأثرم لأحمد بن حنبل.
16. أحكام النساء.[129][130][131]

- كتاب الإيمان.
- جوابات القرآن.
- الرسالة في الصلاة.
- كتاب الفتن.

## شيوخه
روى أحمد بن حنبل عن كثير من العلماء والأئمة ورواة الحديث، وقد جمعهم ابن الجوزي في كتاب «مناقب الإمام أحمد بن حنبل» في الباب الخامس «في تسمية من لقي من كبار العلماء وروى عنهم» وقد رتبهم على الحروف الأبجدية، ومنهم: إبراهيم بن سعد بن إبراهيم أبو إسحاق الزهري، ومحمد بن إدريس أبو عبد الله الشافعي، والمعتمر بن سليمان أبو محمد التيمي، ويحيى بن سعيد أبو سعيد القطان، وعبد الرحمن بن مهدي أبو سعيد الأزدي، ووكيع بن الجراح أبو سفيان الرؤاسي، ويزيد بن هارون أبو خالد الواسطي، وعبد الرزاق بن همام، والوليد بن مسلم أبو العباس الدمشقي، وهشيم بن بشير أبو معاوية الواسطي، ويعقوب بن إبراهيم بن سعد أبو يوسف الزهري، وسفيان بن عيينة أبو محمد الهلالي، وإسماعيل بن إبان أبو إسحاق الورَّاق الأزدي، وإسحاق بن إبراهيم بن مخلد أبو يعقوب الحنظلي المعروف بابن راهويه، وبشر بن السري أبو عمرو البصري، وثابت بن الوليد أبو جبلة الزهري، وعبد العزيز بن أبان أبو خالد الأموي، وعمر بن أيوب أبو حفص العبدي، وعلي بن إبراهيم البناني المروزي، وأحمد بن إبراهيم بن خالد، وإبراهيم بن إسحاق بن عيسى أبو إسحاق الطالقاني، وأنس بن عياض.

## تلاميذه
إنه من الصعوبة بمكان أن يُحصى تلاميذ مدرسة أحمد بن حنبل الذين جلسوا إليه وأخذوا عنه، وكتبوا حديثه وسجلوا فقهه، وارتحلوا إلى حلقته من مختلف بقاع الأراضي الإسلامية، فقد كانت مدرسته في الفقه والحديث واحدة من المدارس الكبرى التي خرَّجت الكثير من العلماء والفقهاء والمحدثين، ومنهم: عبد الملك الميموني، وأبو بكر المروذي، ومهنا بن يحيى الشامي، وأبو بكر الأثرم، وإبراهيم بن هانئ وابنه إسحاق بن إبراهيم بن هانئ، وحرب بن إسماعيل الكرماني، وإبراهيم بن إسحاق الحربي، وبقيّ بن مخلد، وعبد الوهّاب بن عبد الحكم الوراق، وإسحاق بن منصور التميمي المعروف بأبي يعقوب الكوسج، وأبو داوود السجستاني، ومحمد بن إسماعيل البخاري، ومسلم بن الحجاج النيسابوري، وصالح وعبد الله ابنا الإمام أحمد، وعمه إسحاق، وابن عمه حنبل.
من كبار تلاميذ أحمد بن حنبل وأصحابه أيضاً: محمد بن يحيى الكحال، وأبو طالب المشكاني، وإسماعيل الشالنخي، وبشر بن موسى، والحسن بن ثواب، والحسن بن زياد، ومثنى بن جامع، وأبو الصقر يحيى، وأبو بكر بن محمد بن الحكم، وكثيرون غيرهم.

## فضله وثناء العلماء عليه
أكثر العلماء من الثناء على أحمد بن حنبل قديماً وحديثاً، ومن ذلك قول الإمام الشافعي: «ثلاثة من عجائب الزمان، عربي لا يُعرب كلمة، وهو أبو ثور، وأعجمي لا يخطئ في كلمة، وهو الحسن الزعفراني، وصغير كلما قال شيئاً صدقه الكبار، وهو أحمد بن حنبل»، وقال أيضاً: «خرجت من بغداد وما خلفت بها أحداً أورع ولا أتقى ولا أفقه من أحمد بن حنبل». وقال الربيع بن سليمان: قال لنا الشافعي: «أحمد إمام في ثمان خصال: إمام في الحديث، إمام في الفقه، إمام في اللغة، إمام في القرآن، إمام في الفقر، إمام في الزهد، إمام في الورع، إمام في السنة».
قال قرينه ومعاصره القاسم بن سلام: «انتهى العلم إلى أربعة: أحمد بن حنبل، وعلي بن المديني، ويحيى بن معين، وأبي بكر بن شيبة، وأحمد أفقههم فيه»، وقال أيضاً: «ما رأيت رجلاً أعلم بالسنة منه».
قال يحيى بن معين: «والله ما نقوى على ما يقوى عليه أحمد ولا على طريقة أحمد»، وقال أيضاً: «ما رأيت مثل أحمد بن حنبل، صحبته خمسين سنة ما افتخر علينا بشيء مما كان فيه من الصلاح والخير».
وقال عبد الرحمن بن مهدي: «هذا أعلم الناس بحديث سفيان الثوري»، وقال أيضاً: «ما نظرت إلى أحمد بن حنبل إلا تذكرت به سفيان الثوري».
وقال إسحاق بن راهويه: «كنت أجالس بالعراق أحمد بن حنبل ويحيى بن معين وأصحابنا، فكنا نتذكر الحديث من طريق وطريقين وثلاثة، فأقول: ما مراده؟ ما تفسيره؟ ما فقهه؟ فيقفون كلهم إلا أحمد بن حنبل». وقال أيضاً: «الإمام أحمد بن حنبل حجة بين الله - تبارك وتعالى - وبين عبيده في أرضه».
قال علي بن المديني: «اتخذت أحمد بن حنبل إماماً فيما بيني وبين الله، ومن يقوى على ما يقوى عليه أبو عبد الله؟»، وقال إبراهيم بن إسماعيل: قدم علينا علي بن المديني، فاجتمعنا عنده فسألناه الحديث، فقال: «إن سيدي أحمد بن حنبل أمرني ألا أحدِّث إلا من كتاب»، وقال: «ليس في أصحابنا أحفظ من أبي عبد الله أحمد بن حنبل، وبلغني أنه لا يحدِّث إلا من كتاب، ولنا فيه أسوة حسنة».
قال أبو عمير عيسى بن محمد الرملي: «رحمه الله، عن الدنيا ما كان أصبره! وبالماضين ما كان أشبهه! وبالصالحين ما كان ألحقه! عرضت له الدنيا فأباها، والبدع فنفاها».
أثنى الشيخ أبو زكريا السلماسي على أحمد بن حنبل فقال:
| أحمد بن حنبل | أحمد بن محمد بن حنبل هو شيخ الأئمة، ومزكي الأمة، وأوحد الملة، رفيع القدر والهمة، صيرفي الأخبار، وقدوة العلماء في معرفة الآثار، إليه في فنونها الرَّد والقبول، وله في عيونها الغُرر والحجُول، إمام الأنام، مفتي الأمة في الحلال والحرام، في علم الحديث بحر زخار، وفي علم الفقه سماء مدرار، وفي الزهد والتقوى الحسن البصري، وفي الرقائق والدقائق ذو النون المصري، وفي الورع سفيان الثوري، مالك أزمة العلوم في عصره، القائم بإحياء الدين ونصره، عزَّ بمكانه التقى، وتحصَّن في جنابه الهدى، واعتدل ميْل الإسلام برأيه، وانهزم خيل الباطل من حججه وآيه، أقوى من ضُرب في عصره عن بيضة الدين بالحسام المرهف، وأعلم من تمكّن في وقته في شاهق الملة الحنيفية من الشعب الأشرف، مشاهده في الذب عن حريم السنة مشهورة، ومآثره في جمع الحديث مأثورة، وآية صبره في نصره السنة على جبينها مسطورة، تفسيره للقرآن در منظوم، ومسنده للحديث روض مرهوم، وسائر تصانيفه في أنواع العلوم وشيٌ مرقوم، مسائله في الفقه جنة عالية، قطوفها دانية، ورَدُّه على الزنادقة دعوى التناقض على القرآن روضة زاهرة زاهية، ومقاماته في تمهيد قواعد السنة ظاهرة بادية، أبقى لنفسه بذلك ذكراً سائراً وشرفاً شاهراً، سحب بمكانه أذيال الفخر على السحائب، وجاز به أعلى المراتب والمناصب، رضيت حكمته الحكماء، واختص بثمرة قوله "إِنَّمَا يَخْشَى اللَّهَ مِنْ عِبَادِهِ الْعُلَمَاءُ"، سار فضله في البدو والحضر مسير الشمس والقمر، شجرته في النسب خليلية الأصول والأغصان، إسماعيلية الفروع والقضبان، ربيعية الأوراق والأفنان، شيبانية الأعراق والقنوان، ذهلية الأخلاق في جميع الشأن، فهو إمام الأئمة للإسلام بمدينة السلام، عليه أفضل التحية والسلام، وختمي بالسلام على إمامٍبنى في قمة العلياء بيتاًوإني كلما أَمَّمْت قصداًنجيحاً صُغت في معناه بيتاً | أحمد بن حنبل |

- وقال أحمد بن سعيد الدارمي: ما رأيت أسود رأس أحفظ لحديث رسول الله ﷺ ولا أعلم بفقه معانيه من أبي عبد الله أحمد بن حنبل.[144]
- وقال ابن ماكولا: الإمام أحمد هو إمام النقل، وعلم الزهد والورع. وقال غير واحد من أئمة الدين: الإمام أحمد إمام أهل السنة.[148]
- وفي قصيدة إسماعيل بن فلان الترمذي:[148]

- وقال أبو مزاحم الخاقاني:[148]

- وقال ابن أعين:[148]

- وقال الإمام محمد السفاريني الحنبلي في لوامع الأنوار البهية وسواطع الأسرار الأثرية لشرح الدرة المضية في عقد الفرقة المرضية:[148]

«الإمام أحمد هو إمام أهل السنة بلا محال، فهو المبيض وجه السنة، النافض عن وجهها غبار البدعة، فكل سني أثري فهو إمامه. فإن قلت: إذا كان مذهب السلف هو ما عليه الأئمة جميعا تبعا للتابعين والصحابة الكرام - رضوان الله عليهم أجمعين، وهو الذي كان عليه سيد المرسلين وخاتم النبيين، فكيف ينسب هذا المذهب للإمام أحمد دون من تقدمه من أئمة الدين؟ قلت: الأمر كما ذكرت، والحق كما استخبرت، وهذه المقالة هي الشريعة الغراء، ومقالة أهل الفرقة الناجية بلا محالة، ولا يرتاب ذو لب لبيب، ورأي صحيح مصيب، أنها هي التي كان عليها النبي الحبيب ﷺ وأصحابه أهل الإصابة والتصويب، والتابعين لهم بإحسان من أهل التفصيل والتبويب. ولكن لما كان في المائة الثالثة اشرأبت الفتن، واستعلنت البدع والمحن، وقامت دولة أهل الابتداع على ساق، وأعلن بقواعد أهل الاعتزال ذوو الضغائن والنفاق، وساعدهم على ذلك أئمة الجور والخلفاء الفساق، قام الإمام أحمد كالنمر الهصور، لا، بل كالبحر الطامي والرئبال الجسور، فرد كيدهم في نحورهم، وألقى بلابلهم في صدورهم، فقمع مقالتهم وزيفها عليهم، وبين فسادهم بكل حال، فردهم على أعقابهم خائبين لم ينالوا خيرا، وكفى الله المؤمنين القتال، فلا جرم نسب المذهب إليه; لأنه المقصود إذ ذاك بالذات والمعول عليه، فإنه هو الذي انتصر للحق ونصره، وشدخ رأس أهل البدع وهصره، وبين الصحيح من الفاسد، والغث من السمين، والحق من الباطل، والصدق من المين.
إلى أن يقول:
فلما انتصر الإمام أحمد - رضي الله عنه - للسنة السنية، والفرقة الناجية المرضية، وقمع أهل البدع، وزيف مقالتهم، وأدحض بدعتهم، وأظهر ضلالتهم، صار هو علم السنة وإمامها، وصاحبها وخليلها ومقدامها، حتى إن الإمام أبا الحسن علي بن إسماعيل الأشعري إمام الطائفة الأشعرية انتسب إلى الإمام أحمد، ورأى اتباعه على عقيدته هو المنهج الأحمد، قال في كتابه "الإبانة في أصول الديانة" لما أنكر قول المعتزلة والقدرية والجهمية والحرورية والرافضة والمرجئة: فإن قال قائل : "فعرفونا قولكم الذي به تقولون، وديانتكم التي بها تدينون، قيل له: قولنا الذي به نقول، وديانتنا التي بها ندين، التمسك بكتاب الله وسنة نبيه ﷺ وما روي عن الصحابة والتابعين وأئمة الحديث، ونحن بذلك معتصمون، وبما كان عليه الإمام أحمد بن حنبل - نضر الله وجهه، ورفع درجته، وأجزل مثوبته - قائلون، ولمن خالف قوله مجانبون; لأنه الإمام الفاضل، والرئيس الكامل، الذي أبان الله به الحق عند ظهور الضلال، وأوضح به المنهاج، وقمع به بدع المبتدعين، وزيغ الزائغين، وشك الشاكين، فرحمة الله عليه من إمام مقدم، وكبير مفهم، وعلى جميع أئمة المسلمين".»

## كتب ودراسات عنه
- مناقب الإمام أحمد، لابن الجوزي.
- ابن حنبل - حياته وعصره - آراؤه وفقهه، محمد أبو زهرة.

## انتشار المذهب الحنبلي عبر التاريخ

### قلة انتشاره وأسباب ذلك

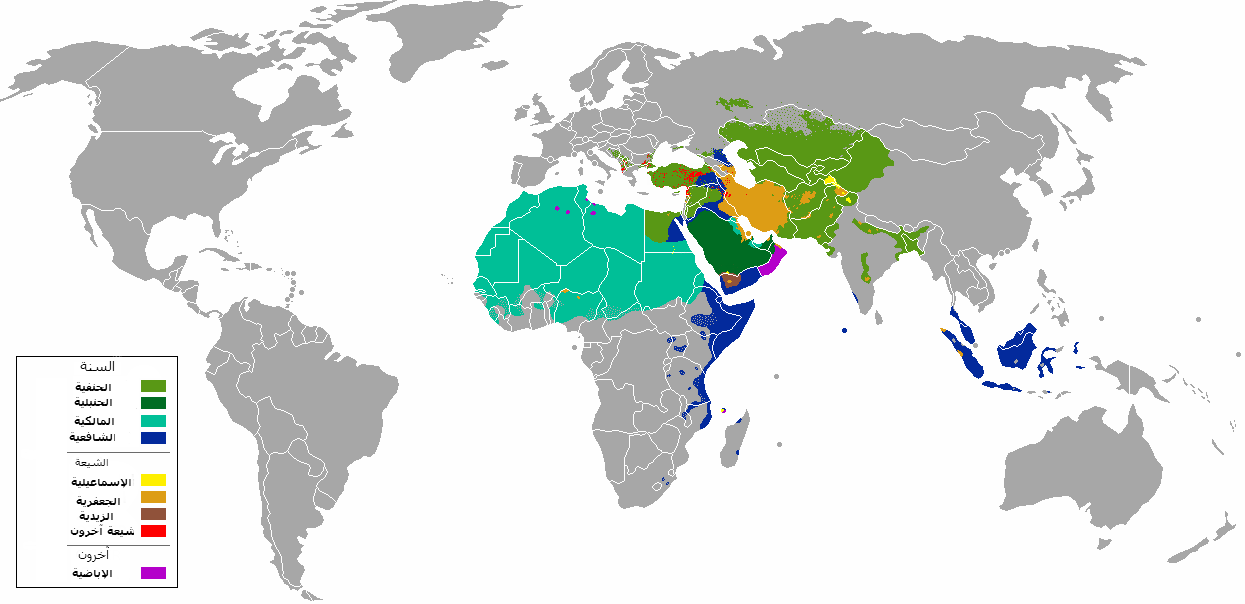
أماكن انتشار المذهب الحنبلي (اللون الأخضر الغامق) في العالم

قل المعتنقون لمذهب أحمد بن حنبل في كل البلاد الإسلامية في العصور السابقة، حتى أنهم لم يكثروا في سواد الأمة قط في الماضي، ومع كثرة العلماء في هذا المذهب ومع قوتهم في الاستنباط والاستدلال وإطلاقهم لأنفسهم الحرية في الاستنباط، وإن تقاصرت الهمم في بعض العصور، كان أتباع المذهب من العامة قليلاً، حتى أنهم لم يكونوا سواد شعب من الشعوب في وقت من الأوقات إلا ما كان من أمرهم في نجد في القرن التاسع عشر، ثم في الحجاز وتهامة كلها في القرن العشرين منذ تأسيس المملكة العربية السعودية والتي اعتمدته مذهباً رسمياً لها.
أما أسباب قلة انتشار المذهب الحنبلي فقد أثار الباحثون ذلك السؤال وتصدوا للإجابة عنه، فقد قال ابن خلدون: «وأما أحمد بن حنبل فمقلده قليل، لبعد مذهبه عن الاجتهاد، وأصالته في معاضدة الرواية وللأخبار بعضها ببعض، وأكثرهم بالشام والعراق من بغداد ونواحيها، وهم أكثر الناس حفظاً للسنة ورواية الحديث»، وقد رد عليه الأستاذ محمد أبو زهرة فقال:
واقترح بعض الباحثين أن جملة أمور تضافرت فمنعت المذهب الحنبلي من الذيوع والانتشار بين العامة، ومن هذه الأسباب أنه جاء آخر المذاهب الأربعة وجوداً، وكان الإمام أحمد وأتباعه من بعده لا يقربون السلطان ولا يحبون الولاية ولا يسعون إليها ولا يريدونها، تقليداً لإمامهم واتباعاً لمسلكه، فإذا كان سلطان القضاة قد كان له أثره في نشر المذهب الحنفي بين أهل العراق، والمذهب المالكي بالأندلس والمغرب، فإن عدم تولي الحنابلة القضاء قد كان سبباً في قلة ذيوع المذهب الحنبلي بين العامة، وإن كان له علماء اجتهدوا فيه، وأخلصوا النية في اجتهاده. وقد لاحظ هذا المعنى ابن عقيل الحنبلي فقال: «هذا المذهب إنما ظلمه أصحابه، لأن أصحاب أبي حنيفة والشافعي إذا برع أحد منهم في العلم تولى القضاء وغيره من الولايات، فكانت الولاية سبباً لتدريسه واشتغاله بالعلم، فأما أصحاب أحمد فإنه قل منهم من تعلق بطرف من العلم إلا يخرجه ذلك إلى التعبد والزهد، لغلبة الخير على القوم، فينقطعون عن التشاغل بالعلم».
ومن الأسباب في عدم انتشار المذهب الحنبلي أن البلاد الإسلامية عندما أخذ ذلك المذهب يذيع وينمو قد اعتنقت مذاهب مختلفة، فالمذهب الحنفي كان في العراق، والشافعي كان في الحجاز وتهامة والشام ومصر، والمالكي كان في المغرب وغير ذلك، وقد جاء الإمام أحمد بعد هؤلاء الأئمة، فجاء مذهبه بعد مذاهبهم، ولكي يسود كان يجب أن يزيلها من طريقه أو يُضعف شأنها، ولم يكن في معتنقيه تلك القوة، ولم يكن من الدولة عون، بل كانت أحوال معتنقيه تُنفِّر الناس والدولة، فاجتمع له ضعف من العامة الذين اعتنقوه، ومحاربة من الناس والسلطان، وعدم وجود فراغ يملؤه.

### انتشاره في العراق ثم اندثاره
انتشر المذهب الحنبلي في أول أمره في العراق وبعض بلاد ما وراء النهر، وكانت له في بعض الأوقات غلبة في بغداد، ولكن لم تلبث أن ضعفت بسبب الفتن التي كان يثيرها تشدد بعض الأتباع من العامة، واتخاذ العنف سبيلاً لإظهار ذلك، ثم قل المقلدون له.

### انتشاره في مصر ثم اندثاره
لم يظهر المذهب الحنبلي في مصر إلا في القرن السابع الهجري، ولقد قال الإمام السيوطي في الحنابلة: «وهم بالديار المصرية قليل جداً، ولم أسمع بخبرهم فيها إلا في القرن السابع وما بعده، وذلك أن الإمام أحمد رضي الله عنه كان في القرن الثالث، ولم يبرز مذهبه خارج العراق إلا في القرن الرابع، وفي هذا القرن ملك العبيديون مصر، وأفتوا من كان بها من أئمة المذاهب الثلاثة قتلاً ونفياً وتشريداً، وأقاموا مذهب الرفض والشيعة، ولم يزولوا منها إلا في أواخر القرن السادس، فتراجعت إليها الأئمة من سائر المذاهب، وأول من علمتُ من الحنابلة حلوله بمصر الحافظ عبد الغني المقدسي صاحب العمدة».
ويظهر من هذا أن المذهب الحنبلي ما جاوز ربوع العراق قبل القرن الرابع الهجري، ولما جاء إلى مصر في ذلك الإبان كانت الدولة الفاطمية تحكمها، ولما زالت تلك الدولة خلفتها الدولة الأيوبية التي كان ملوكها من أتباع المذهب الشافعي، فلم يسمحوا لغيره من المذاهب بالانتشار، إلا ما كان له تأييد من العامة كالمذهب المالكي، ولم يكن للمذهب الحنبلي ذلك النفوذ من قبل، ولما أخذ نفوذ الدولة الأيوبية يضعف أخذ ذلك المذهب ينتشر في مصر، وقد جاء في كتاب «الخطط المقريزية» أنه لم يكن له وللمذهب الحنفي كبير ذكر بمصر في الدولة الأيوبية، ولم يشتهر إلا في آخرها. لكن المذهب الحنبلي يدرس في المعاهد الأزهرية وجامعة الأزهر بمصر
وقد كان كثير من علماء الحنابلة يأوون إلى دمشق وغيرها من الأمصار الإسلامية، وأولئك هم الذين قاموا على ذلك المذهب وخدموه ونقلوه وفسروه وأكثروا من تخريج المسائل عليه.

### انتشاره في شبه الجزيرة العربية
شهدت منطقة نجد من القرن الثامن إلى القرن الثاني عشر الهجري انتشار المذهب الحنبلي فيها، وقد شهد القرن العاشر الهجري بروز عدد من العلماء الحنابلة الذين كان لبعضهم إسهامات علمية في الفقه الحنبلي، إلا أن مرحلة نهضة المذهب الحنبلي في العصر الحديث ارتبطت باسم محمد بن عبد الوهاب (المتوفى سنة 1206هـ)، وقد قام محمد بن سعود مؤسس الدولة السعودية الأولى بدعم الدعوة الوهابية ومناصرتها، حتى أصبح المذهب الحنبلي المذهب الرسميّ للدولة السعودية، وكان من وسائل انتشار المذهب الحنبلي كثرةُ المؤلفات والرسائل التي أعدّها علماء نجد لبيان ما عليه الدعوة الوهابية التي خرجت من نجد.
ولم يكن المذهب الحنبلي منتشراً في إقليمي الحجاز وتهامة، وذلك لأن الأماكن الإسلامية المقدسة كانت حقولاً علميةً مناسبةً لالتقاء جميع المذاهب الإسلامية، ومن المرجّح أن تكون نجد هي الموطن الأساسي للمذهب، ومنها انتشر في جزيرة العرب، ومن المرجّح أيضًا أن المذهب أخذ شهرته في نجد عن طريق الشام. وقد كانت أجزاء المملكة العربية السعودية في مطلع القرن الرابع عشر الهجري تنتشر فيها المذاهب الفقهية الأربعة، حيث يتّبع أهل الأحساء المذهب المالكي بشكل عام، تبعًا لانتشاره في الخليج العربي، ويوجد المذهب الشافعي في تهامة، وتجتمع المذاهب الأربعة في الحجاز وتهامة حيث الحرمان الشريفان في المدينة ومكة، أما المذهب الحنبلي فيكاد ينحصر في نجد.
كما أن للحنابلة وجوداً في عُمان، حيث يتركز وجودهم في منطقة جعلان، وكذلك لهم وجود في بعض قرى البريمي. وقد دخل المذهب الحنبلي إلى الكويت عن طريق الأسر النجدية التي نزحت إلى الكويت، وكذلك بسبب الصلات العلمية والتجارية.

## وصلات خارجية
- أحمد بن حنبل على موقع الموسوعة البريطانية (الإنجليزية)
- الإمام أحمد بن حنبل - موقع قصة الإسلام.
- الإمام أحمد بن حنبل - موقع إسلام ويب.
- أحمد بن حنبل - الموقع الرسمي للمكتبة الشاملة.
- الإمام أحمد بن حنبل مناظراً - موقع صيد الفوائد.
- الشيخ الإمام أحمد بن حنبل الشيباني - موقع التوحيد.